# Claude Ross
Claude Ross, född 13 maj 1893, död 17 augusti 1917, var en australisk friidrottare. Han deltog vid olympiska sommarspelen 1912.